# Dalibor (opera)

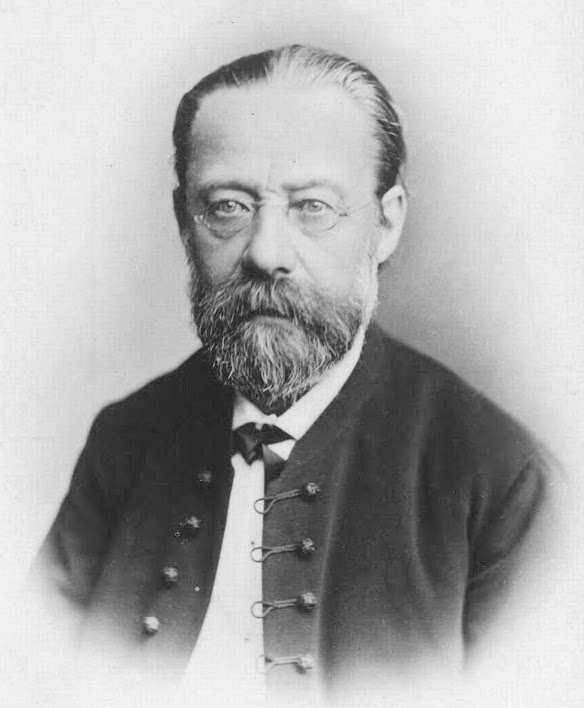
Bedřich Smetana

Dalibor är en tjeckisk opera i tre akter med musik av Bedřich Smetana och libretto av Josef Wenzig.

## Historia
Dalibor skrevs för festligheterna i samband med att grundstenen till den nya Nationalteatern i Prag lades den 16 maj 1868. Operan hämtade sitt motiv från en känd böhmisk sägen från slutet av 1400-talet om folkhjälten Dalibor av Kozojed. Emedan Smetanas tidigare opera Brudköpet innehöll mängder av tjeckisk folkmusik, var Dalibor mer knuten till tysk musik. Textinnehållet påminner mycket om Beethovens Fidelio även om Smetanas opera slutar tragiskt.

## Personer

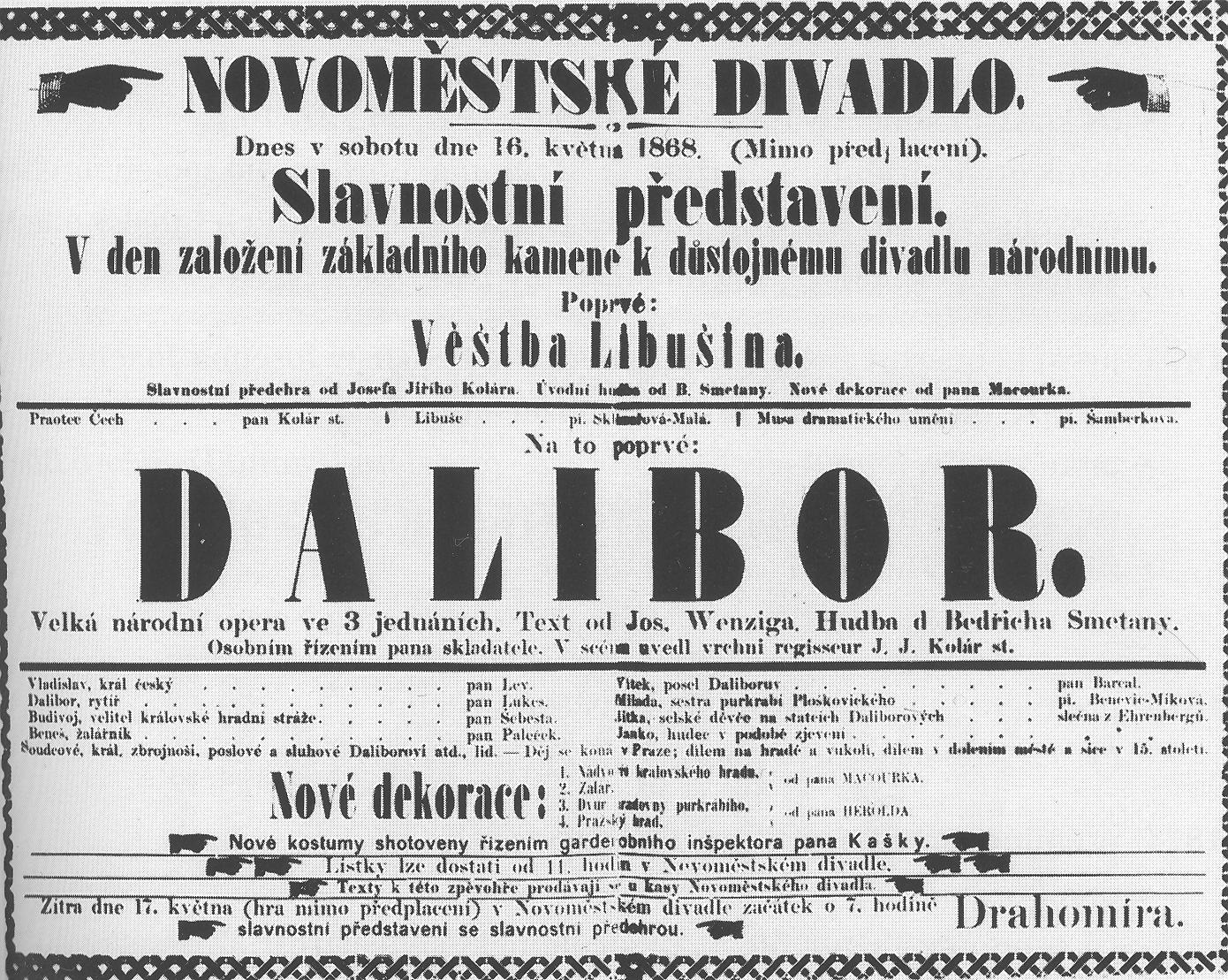
Affisch till premiären.

- Vladislav, kung av Böhmen (baryton)
- Dalibor, en riddare (tenor)
- Budivoj, kapten för slottsvakten (baryton)
- Beneš, fångvaktare (bas)
- Vítek, en av Dalibors legosoldater (tenor)
- Milada, syster till borggreven av Ploškovice (sopran)
- Jitka (sopran)
- En domare (bas)
- Bönder, domare, legosoldater (kör)

## Handling
Prag, 1400-talet.

### Akt I
Under en strid har borggreven av Ploškovice tagit trubaduren Zdenek till fånga och låtit avrätta honom, men hans vän Dalibor har hämnats genom att sätta eld på borggrevens slott varvid denne blev innebränd. Därför har borggrevens syster Milada stämt Dalibor inför Böhmens kung Vladislav, som förklarar att Dalibor måste plikta för sina handlingar. Då Dalibor klarlägger hur allt ligger till fattar Milada trots allt sympatier för honom. Han döms ändå till livstids fängelse eftersom han har hotat kungen, men Milada vädjar för honom och måste erkänna att hon har förälskat dig i honom.

### Akt II
För att rädda Dalibor har Milada skaffat sig tillträde till fängelset, förklädd till yngling, och har anställts som medhjälpare till fångvaktaren Beneš. Dalibor har bett att få en fiol till cellen, och Beneš skickar iväg Milada för att uppfylla hans önskan. I en dröm ser Dalibor Zdenek för sig spelande på sin fiol, men det är Milada som kommer med den och erkänner att det var hon som anklagade honom men att hon nu arbetar på att få honom fri.

### Akt III
I kungens råd avlägger Beneš rapport om ett försök att hjälpa Dalibor att fly. Försöket misslyckades, och för att förhindra upprepningar dömer rådet Dalibor att avrättas omedelbart. Utanför slottet väntar den beväpnade Milada med en liten styrka som ämnar befria Dalibor, och då de hör dödsklockan klämta inne i fästningen går de till angrepp. Kort därpå kommer Dalibor ut med den svårt sårade Milada i famnen, och då Budivoj närmar sig med sina soldater tar Dalibor sitt liv.